# Baruch Marzel
Baruch Marzel es un político ultranacionalista israelí. Baruch Meir Marzel (nacido el 23 de abril de 1959 en Boston, Estados Unidos; en hebreo: ברוך מאיר מרזל) es un político israelí y un activista kahanista. Marzel era el líder del partido Frente Nacional Judío, un partido ultra que se basaba en el sionismo religioso y que se fusionó con Otsmá Yehudit. Marzel se veía a sí mismo como la mano derecha del asesinado rabino supremacista Meir Kahane; En este contexto, actuó como portavoz de la rama estadounidense del Partido Kach durante diez años hasta que fue este partido fue prohibido y considerado como una organización terrorista en Israel y Estados Unidos. La mayoría de la prensa israelí lo describe como un activista de la extrema derecha más dura. La Corte Suprema de Israel clasificó al partido Kach como un partido racista y lo excluyó de las elecciones parlamentarias israelíes de 1988, porque el partido defendía la expulsión de la mayoría de los ciudadanos árabes israelíes. Marzel fue elegido jefe de la secretaría del movimiento Kach, después del asesinato del Rabino Meir Kahane, en Nueva York, en 1990. Un grupo disidente del partido Kach, llamado "Kahane Chai" ("Kahane vive") fue dirigido por el hijo de Meir Kahane, el judío Binyamin Zeev Kahane. En 1994, ambos grupos fueron designados como organizaciones terroristas por parte de Israel y los Estados Unidos, después de que el grupo hiciera unas declaraciones apoyando las acciones del judío Baruch Goldstein, Goldstein mató a 29 ciudadanos palestinos en Hebrón, en febrero de 1994.
En 2003, Marzel se unió al partido populista de derecha Herut - El Movimiento Nacional, y a la derecha de Israel, donde se convirtió en el segundo candidato en la lista del partido, después de Michael Kleiner. La publicidad de la campaña electoral, lo mostraba usando el lema tradicional hebreo de "Jazak U'Baruj" (literalmente "fuerte y bendito", en hebreo: חזק וברוך) un juego de palabras con el nombre de pila de Marzel. Herut - El Movimiento Nacional, estuvo a punto de entrar en la Knéset, el Parlamento israelí. En 2004, Marzel fundó el Frente Nacional Judío, y encabezó su lista de candidatos para la Knéset en las elecciones israelíes de 2006. Durante la campaña electoral, Marzel hizo un llamamiento a las Fuerzas de Defensa de Israel (FDI) para que llevaran a cabo un asesinato selectivo de Uri Avnery y sus colaboradores de la izquierda política. Esto fue en respuesta a una entrevista de radio con Uri Avnery, en la que comparó el intento de asesinato del político israelí de extrema derecha, el judío Rehavam Zeevi, con los asesinatos selectivos de militantes palestinos por parte de las FDI. Sin embargo, según Gush Shalom, la estación de radio no incluyó la siguiente frase de Avnery, desaprobando todas esas acciones. Marzel es un judío ortodoxo, vive con su esposa y sus nueve hijos, en la comunidad judía de Hebrón, en el barrio de Tel Rumeida.

## Controversia
Marzel ha abogado por la violencia contra los homosexuales en Eretz Israel en el pasado y pidió una guerra santa religiosa, durante una entrevista de radio. En 2006, días antes de un desfile del orgullo gay, planeado en la ciudad santa de Jerusalén, el judío Marzel supuestamente afirmó que el apuñalamiento durante el desfile del año anterior iba a parecer pequeño en comparación con lo que se espera para ese año. El judío Marzel afirmó:

"Tenemos que declarar una guerra santa"

El judío Marzel, también participó en el controvertido desfile de la bandera en Umm al-Fahm. Marzel encabezó las protestas contra el octavo desfile del Orgullo Gay en Jerusalén en 2010, argumentando que:

"La homosexualidad es una enfermedad de elección y un hombre puede cambiar sus gustos y sus costumbres. Si alguien tiene SIDA, se le dice que no infecte a otros, entonces, ¿por qué se les permite a estas personas desfilar aquí en Jerusalén e infectarnos con su enfermedad?"

En 2017, Marzel volvió a encabezar una manifestación contra el desfile del Orgullo Gay en Jerusalén. Marzel explicó que sólo se opuso al desfile, pero que no tenía nada en contra de los participantes personalmente: 

"No estoy luchando contra estas personas personalmente, sino contra el desfile y el fenómeno. La familia es una institución sagrada y es importante protegerla."

En 2006, Marzel envió una carta abierta a Linor Abargil, instándola a abstenerse de casarse con el jugador de baloncesto no judío Šarūnas Jasikevičius; En marzo de 2010 se envió una carta abierta similar a la modelo israelí Bar Refaeli, en la que también se hablaba de casarse con un no judío, en este caso, el actor estadounidense Leonardo DiCaprio. Como representante de la organización Lehava, que considera que su misión es prevenir los matrimonios mixtos, Marzel intentó recordar a Rafaeli que ella era descendiente de abuelos que ni soñarían con verla casarse con un no judío y así permitir la asimilación cultural.